# Quiriguá
Quiriguá is een oude stad van het Maya-volk in de huidige gemeente Los Amates, departement Izabal in Guatemala.
Quiriguá is gesitueerd aan de rivier Motagua. De eerste bewoners vestigden zich rond het jaar 200, en de stad werd weer verlaten rond 850. Tot de eerste helft van de achtste eeuw was Quiriguá ondergeschikt aan Copán, maar dat veranderde na de overwinning van 'Cauac-Hemel', koning van Quiriguá, op Copán in 738.
Quiriguá staat sinds 1981 op de UNESCO Werelderfgoedlijst onder de titel Archeologisch park en ruïnes van Quirigua, 34 hectare groot.